# Индустријска зона (Л’Аквила)
Индустријска зона (итал. Zona Industriale) је насеље у Италији у округу Л'Аквила, региону Абруцо.
Према процени из 2011. у насељу је живело 95 становника. Насеље се налази на надморској висини од 579 м.